# John Elliotson
John Elliotson (Southwark, Grande Londres, Reino Unido, 29 de outubro de 1791 - Londres, Grande Londres, 29 de julho de 1868), MD (Edimburgo, 1810), MRCP   (Londres, 1810), M. B. (Oxford, 1816), M. D. (Oxford, 1821), F.R.C.P. (Londres, 1822), F.R.S.  (1829), professor dos princípios e práticas da medicina na University College London (1832), e médico sênior da University College London (1834).
Ele foi um autor prolífico e um influente professor sempre na 'vanguarda' de seu tempo em sua profissão (um dos primeiros a utilizar e promover o estetoscópio, e um dos primeiros na Grã-Bretanha de usar a acupuntura), renomado em suas habilidades tanto diagnóstica como clínica em suas prescrições extremamente expressiva.
Em conjunto com William Collins Engledue, Elliotson foi o coeditor do The Zoist, um jornal britânico influente, dedicado à promoção das teorias, práticas e à recolha de divulgação de relatórios das aplicações do magnetismo animal e frenologia,  com intuito de "conectar e harmonizar ciência prática com as leis que regem a estrutura mental do homem", que foi publicado trimestralmente, sem interrupção, durante quinze anos a partir de março 1843 até janeiro 1856.

## Educação
O filho do próspero químico londrino e farmacêutico John Elliotson e Elizabeth Elliotson nasceu em Southwark em 29 de outubro de 1791.
Ele foi aluno particular do reitor da St Saviours, Southwark, e passou a estudar medicina na Universidade de Edimburgo  em 1805-1810 - onde ele foi influenciado por Thomas Brown, MD (1778-1820) e em seguida no Colégio Jesus de Cambridge (1810 - 1821), de ambos os quais  ele tomou instituições atingindo o grau de Médico e posteriormente, em Londres no Hospital de St Thomas e no Hospital de Guy. Em 1831 ele foi eleito professor dos princípios e da prática de física na Universidade de Londres (agora University College London), e em 1834 ele se tornou médico na University College Hospital 

## Características físicas

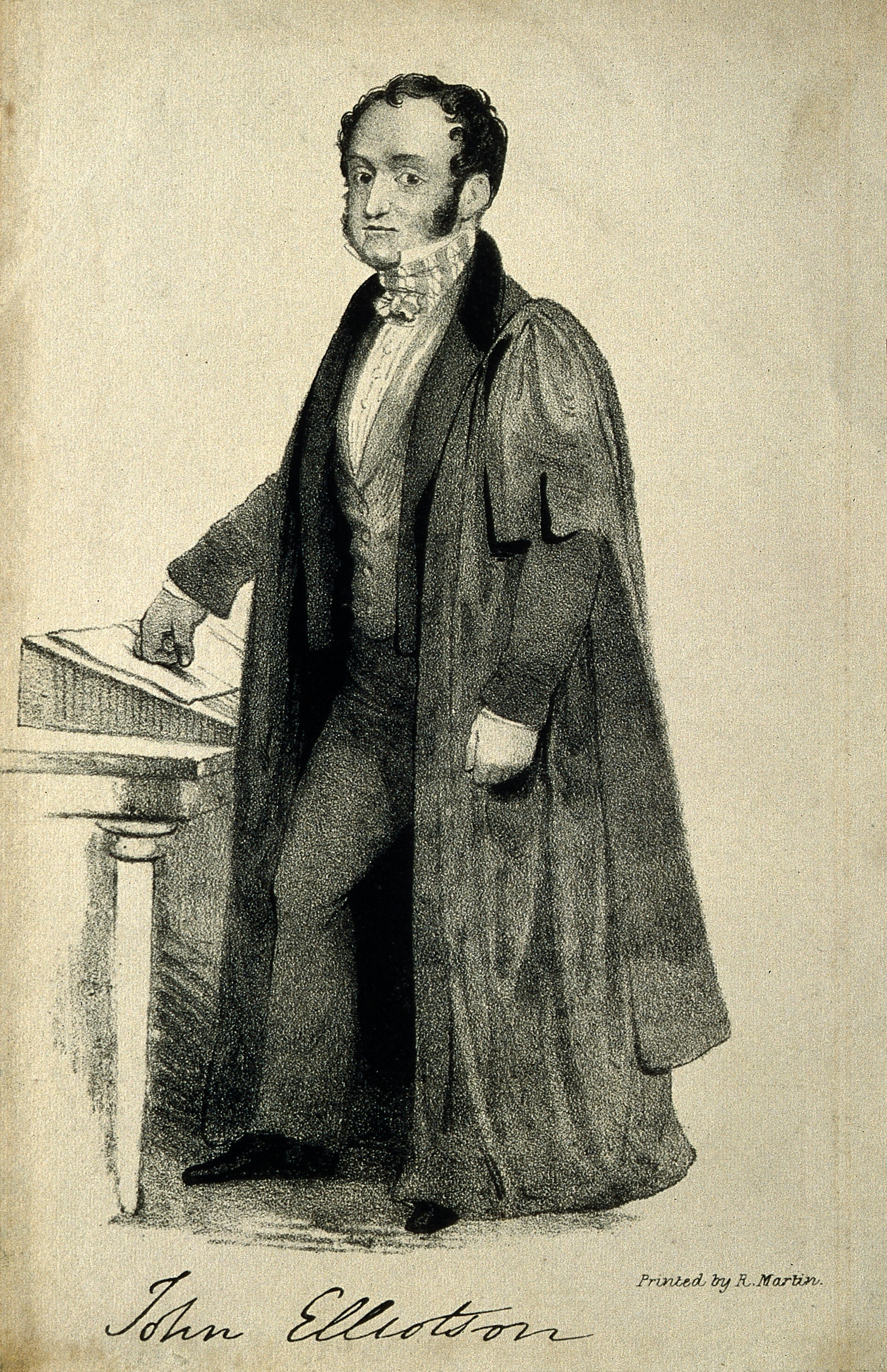
estrutura física de John Elliotson

Ele é catalogado na literatura inglesa tendo apenas 5 ft (pés) equivalente a 152 cm (centímetros). Alto, com pele escura e uma cabeça muito grande, ele também foi coxo (na sequência de um acidente de carruagem 1828).
Apesar de suas características físicas incomuns, Elliotson foi muito admirado como palestrante, tanto para a clareza estruturada de suas palestras, e da animação teatral de sua entrega. Uma vez que ele começou a lecionar na University College, suas palestras amplamente respeitados foram amplamente noticiado na imprensa médica; e ele publicou uma série de coleções de suas palestras ao longo dos anos. Em seu auge, ele foi o primeiro Presidente da Sociedade Real Cirúrgica de Medicina (em 1833), um companheiro da Royal College of Physicians e o Royal Society , ele teve um dos maiores consultórios particulares em Londres e, em seu auge, era um dos médicos pré-eminentes em todo o Império Britânico.

## Frenologia e o Mesmerismo
Sua aparência apresentou um contraste forte para seu "inimigo intramural" Robert Liston (1794-1847), Professor da University College Surgery, um dos cirurgiões mais rápidos de todos os tempos (em uma ocasião Liston amputou uma perna a altura do meio da coxa, em 25 segundos). Liston foi ferozmente contrário a "contaminação" de Elliotson do hospital com suas demonstrações de "estados mais elevados do mesmerismo".
Ele ganhou interesse sobre frenologia, e foi o fundador e o primeiro Presidente da London Phrenological Society em 1823. Seu interesse em mesmerismo tinha sido despertado inicialmente pelas manifestações realizadas por Richard Chenevix em 1829, e re-despertado pelo Barão du Potet de Sennevoy em suas manifestações em 1837.

### As irmãs Okey
Isto levou Elliotson à começar a experimentar com as Irmãs Okey (June Okey e Elizabeth Okey) que tinham sido admitidas ao seu hospital, em abril de 1837, para o tratamento de sua epilepsia. Elliotson logo começou a usá-las como sujets. E naquele mesmo ano ele inseriu "uma grande seton needle com um novelo de seda no pescoço" de Elizabeth Okey (a irmã mais nova) enquanto ela estava em estado sonambúlico, totalmente sem dor, mesmo ela estando ciente de que tal penetração estivesse ocorrendo .
Tudo isso ocorreu dentro dos limites do hospital, em manifestações públicas dos chamados "estados mais elevados do mesmerismo" ocorrendo: clarividência, transposição dos sentidos (enxergando com os dedos), transmissão de pensamento, de harmonia física e psíquica, etc. convencido de que a irmã mais velha, Elizabeth, tinha um talento para clarividência médica (capaz de ver dentro do corpo, diagnosticar doença, prescrever o tratamento, e entregar um prognóstico), Elliotson levou-a para baixo outra ala na calada da noite e teve seus dois diagnosticar e prescreveu tratamentos que obtiveram êxitos instantâneos.

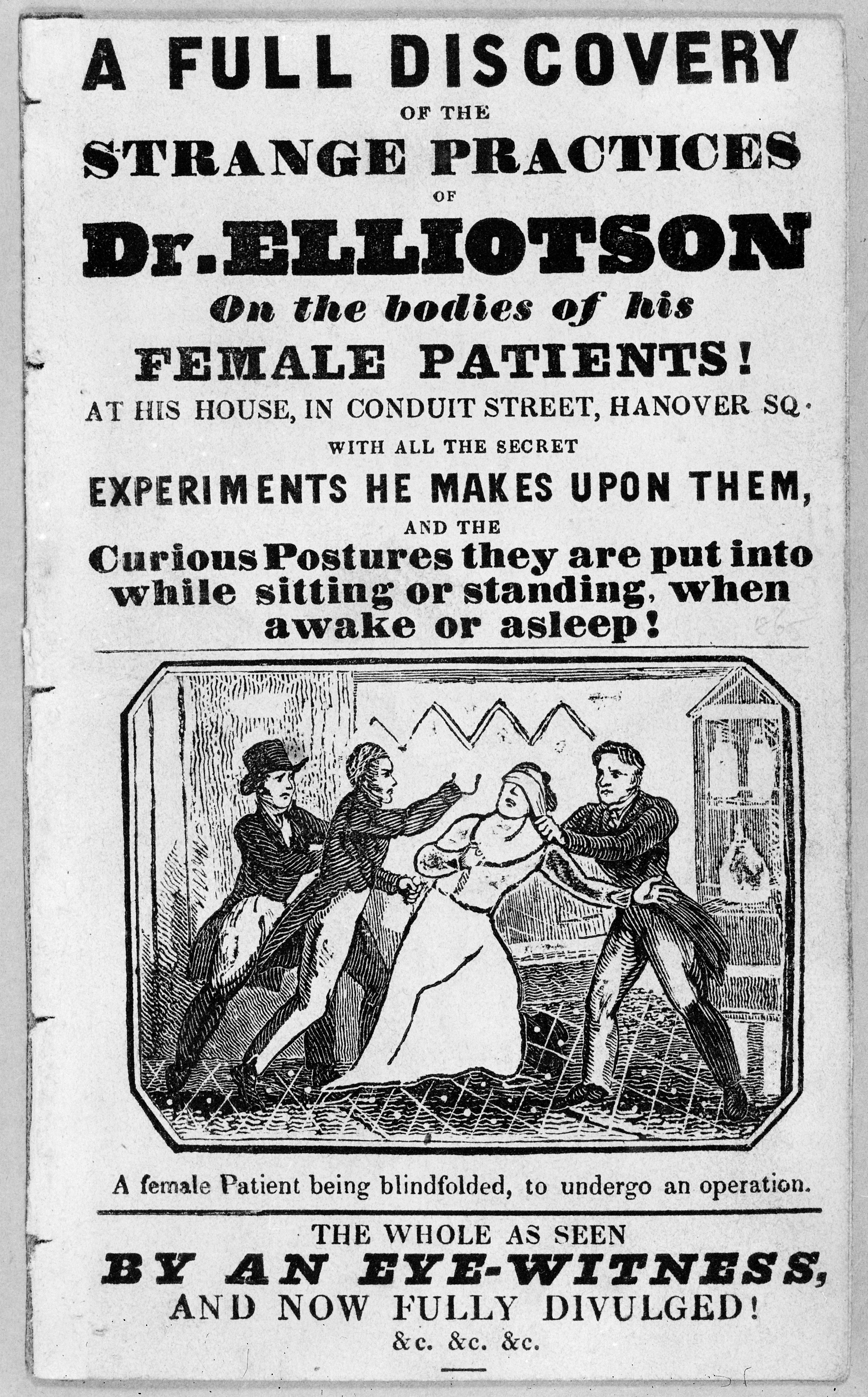
Panfleto anônimo contra Elliotson

### A perseguição de Thomas Wakley

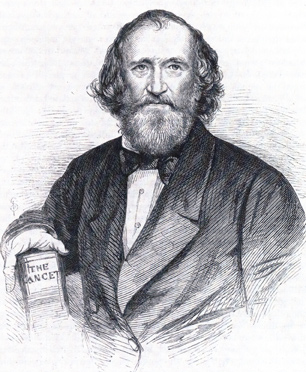
Wakley segundo o Illustrated London News 1862

Thomas Wakley realizou alguns exames e em agosto de 1838, delatou Elliotson como farsante. E no final de 1838, Elliotson foi expulso do hospital. O Conselho da University College, após vários meses de deliberação, aprovou uma resolução em 27 de dezembro de 1838,
| “ | Que a comissão hospitalar seria instruída a tomar as providências que julgarem mais conveniente, para evitar a prática de Mesmerismo ou magnetismo animal dentro o Hospital | ” |

 e Elliotson, ao ler o conteúdo da resolução, demitiu todos os seus compromissos sem demora.

Wakley fez tudo o que podia, como editor de The Lancet, e como um indivíduo, para se opor Elliotson, e colocar todos os seus esforços e suas empresas na pior situação possível, por exemplo, além de uma vasta gama de artigos instaurados no The Lancet, ao longo de um certo número de anos, existia também um trabalho anti-Elliotson (neologismo criado por Wakley), fatos alegados sobre as práticas estranhas do Dr. Elliotson, e outros nem tão provados sobre 
| “ | suas pacientes do sexo feminino; e seus experimentos médicos sobre os corpos de E. & J. Okey | ” |

## Harveian Oration

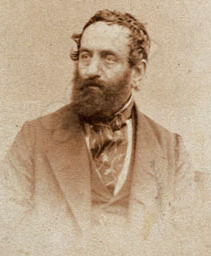
John Elliotson em seus últimos anos

Em 1846 desprovido de todas as afiliações institucionais e apesar de vários esforços para impedi-lo de se fazer o companheiro mais novo do Royal College of Physicians, Elliotson é entregue a Harveian Oration pelo College of Physicians of London,. em que ele polemicamente falou de como William Harvey, o homem a quem o Oration estava honrando, tinha sido forçado a lutar contra o entrincheirado conservadorismo da profissão médica e da sua incredulidade inicial e resistência a suas descobertas, e destacou a força da analogia com os atuais (igualmente equivocados e ignorantes) críticos do magnetismo animal

### Enfermaria Mesmérica
Elliotson continuou a fornecer demonstrações mesméricas em sua própria residência na Rua Conduit Street, Hanover Square nº 37. Em parceria com Engledue, ele começou a publicar The Zoist em 1843, e em 1849, fundou a London Mesmeric Infirmary.
Como sua reputação diminuiu rapidamente, e seus trabalhos na enfermaria não era vista como prática lucrativa morreu na miséria em 1868 na cidade de Londres na casa de um colega médico, Edmond Sheppard Symes (1805-1881), LSA (1830), MRCS (Inglaterra, 1832), MD (Aberdeen, 1851) ··.

## Ligação literária

The History of Pendennis (1850) novela de William Makepeace Thackeray dedicada a John Elliotso

- Ele foi altamente considerado nos círculos literários. O romance The History of Pendennis de 1850 de William Makepeace Thackeray foi dedicado a Elliotson.
- Seu personagem, o Dr. Goodenough (no último romance de Thackeray, As Aventuras de Filipe de 1862 também foi baseado em Elliotson[23] que participou Thackeray, quando sofreu uma doença com risco de morte em 1849.[24]
- Elliotson era amigo de Charles Dickens, e introduziu Dickens para Mesmerisn [nota 9][25] Wilkie Collins, um amigo próximo de Dickens descreveu Elliotson como "um dos maiores fisiologistas ingleses", e cita um exemplo de memória dependente de estado de Elliotson de Fisiologia Humana em The Moonstone.[26]